# Carlos Cardús
Carlos Cardús Carrió (Barcelona, 26 de septiembre de 1959) es un expiloto de motociclismo español.
Nació en Barcelona pero es conocido como de Tiana, en la misma provincia, que es donde se crio con su familia. Es tío del también piloto Ricky Cardús.
Se le apodaba cariñosamente como Tiriti , apodo que heredó de su padre, Jordi Cardús, un gran deportista que destacó en natación y fútbol.
Después de comenzar a temprana edad en distintas carreras locales de motos, empezó a destacar en el Trofeo Montesa Crono que ganó, y en la Copa Bultaco Streaker, donde quedó segundo, detrás de Sito Pons y delante de Jorge Martínez "Aspar", pese a correr dos carreras menos. De ahí saltó al Critérium Solo Moto, donde ganó todas las mangas menos la última, debido a un error de un mecánico.
En 1981 terminó cuarto en el Campeonato de España de 250 cc.
En 1982 se proclamó campeón de España de 250 cc. En 1983 corre los Campeonatos de España y de Europa en 250 cc ganando ambos.
En 1983, también dio el salto al Campeonato del Mundo de 250cc donde se mantuvo muchos años, hasta 1993. En la temporada 1990 se proclamó subcampeón del mundo con la marca Honda. Perdió el campeonato en el último GP de la temporada en Australia. En esa carrera le bastaba ser segundo si su rival John Kocinski ganaba la carrera, con ello se proclamaría campeón. Pero en carrera el reenvío de la palanca de cambio se le rompió, con lo que tuvo que abandonar y perdió el título. Años después, Cardús ha llegado a decir que aquella avería fue un sabotaje de su jefe de mecánicos, George Vukmanovich.
Al año siguiente, en 1991, terminó 3.º al final de la temporada, consiguiendo numerosos podios, pero ninguna victoria.
Siguió en el mundial con peores resultados. Su última carrera fue el Gran Premio de Cataluña de 1993, ahí se retiró. Sin embargo regresó brevemente en 1994 para disputar con una Ducati en el Circuito de Albacete la prueba correspondiente al Campeonato Mundial de Superbikes, terminando 13.º la primera manga y 8.º la segunda.

## Resultados en el Campeonato del Mundo
Sistema de puntuación desde 1969 hasta 1987:
| Posición | 1.º | 2.º | 3.º | 4.º | 5.º | 6.º | 7.º | 8.º | 9.º | 10.º |
| Puntos   | 15  | 12  | 10  | 8   | 6   | 5   | 4   | 3   | 2   | 1    |

Sistema de puntuación desde 1988 hasta 1991:
| Posición | 1.º | 2.º | 3.º | 4.º | 5.º | 6.º | 7.º | 8.º | 9.º | 10.º | 11.º | 12.º | 13.º | 14.º | 15.º |
| Puntos   | 20  | 17  | 15  | 13  | 11  | 10  | 9   | 8   | 7   | 6    | 5    | 4    | 3    | 2    | 1    |

Sistema de puntuación en 1992:
| Posición | 1.º | 2.º | 3.º | 4.º | 5.º | 6.º | 7.º | 8.º | 9.º | 10.º |
| Puntos   | 20  | 15  | 12  | 10  | 8   | 6   | 4   | 3   | 2   | 1    |

Sistema de puntuación de 1993 hasta 2022:
| Posición | 1.º | 2.º | 3.º | 4.º | 5.º | 6.º | 7.º | 8.º | 9.º | 10.º | 11.º | 12.º | 13.º | 14.º | 15.º |
| Puntos   | 25  | 20  | 16  | 13  | 11  | 10  | 9   | 8   | 7   | 6    | 5    | 4    | 3    | 2    | 1    |

### Carreras por año
(Carreras en negrita indica pole position, carreras en cursiva indica vuelta rápida)
| Año  | Cat.  | Equipo        | 1       | 2       | 3       | 4       | 5       | 6       | 7       | 8      | 9       | 10      | 11      | 12      | 13      | 14    | 15      | Pts. | Pos. |
| ---- | ----- | ------------- | ------- | ------- | ------- | ------- | ------- | ------- | ------- | ------ | ------- | ------- | ------- | ------- | ------- | ----- | ------- | ---- | ---- |
| 1983 | 250cc | Kobas-Rotax   | RSA Ret | FRA 21  | NAC Ret | ALE 11  | ESP 9   | AUT Ret | YUG -   | NED 16 | BEL Ret | GBR 11  | SUE Ret |         |         |       |         | 2    | 28.º |
| 1984 | 250cc | JJ Cobas      | RSA -   | NAC Ret | ESP Ret | AUT DNS | ALE -   | FRA 7   | YUG Ret | NED -  | BEL 11  | GBR Ret | SUE Ret | RSM Ret |         |       |         | 4    | 25.º |
| 1985 | 250cc | JJ Cobas      | RSA 6   | ESP Ret | ALE 5   | NAC Ret | AUT Ret | YUG Ret | NED Ret | BEL 5  | FRA Ret | GBR Ret | SUE Ret | RSM 7   |         |       |         | 21   | 12.º |
| 1986 | 250cc | Campsa Honda  | ESP Ret | NAC Ret | ALE 13  | AUT Ret | YUG 5   | NED Ret | BEL 6   | FRA 17 | GBR 5   | SUE 19  | RSM Ret |         |         |       |         | 17   | 12.º |
| 1987 | 250cc | Campsa Honda  | JAP Ret | ESP DNQ | ALE 4   | NAC 7   | AUT 5   | YUG NC  | NED 4   | FRA 3  | GBR 8   | SUE 6   | CHE 3   | RSM Ret | POR Ret | BRA 3 | ARG 5   | 70   | 5.º  |
| 1988 | 250cc | Ducados Honda | JAP 9   | USA Ret | ESP Ret | EXP -   | NAC -   | GER -   | AUT Ret | NED 12 | BEL 7   | YUG 8   | FRA 8   | GBR 12  | SUE 5   | CHE 5 | BRA 7   | 71   | 9.º  |
| 1989 | 250cc | Repsol Honda  | JAP 8   | AUS 7   | USA 5   | ESP 5   | NAC 4   | ALE 6   | AUT 6   | YUG 6  | NED 4   | BEL 3   | FRA 1   | GBR NC  | SUE 4   | CHE 8 | BRA 5   | 162  | 4.º  |
| 1990 | 250cc | Repsol Honda  | JAP 2   | USA 6   | ESP 4   | NAC 4   | ALE 2   | AUT NC  | YUG 1   | NED 2  | BEL 3   | FRA 1   | GBR 5   | SUE 1   | CHE 1   | HUN 3 | AUS Ret | 208  | 2.º  |
| 1991 | 250cc | Repsol Honda  | JAP 2   | AUS 3   | USA 4   | ESP 6   | ITA 6   | ALE 2   | AUT 2   | EUR 3  | NED 5   | FRA 3   | GBR 2   | RSM 2   | CHE 2   | LMA 2 | MAL 2   | 205  | 3.º  |
| 1992 | 250cc | Repsol Honda  | JAP Ret | AUS 2   | MAL 4   | ESP 5   | ITA 7   | EUR Ret | GER -   | NED -  | HUN DNS | FRA 5   | GBR 8   | BRA -   | RSA -   |       |         | 48   | 8.º  |
| 1993 | 250cc | Honda         | AUS 6   | MAL 18  | JAP Ret | ESP -   | AUT -   | ALE 9   | NED Ret | EUR 6  | RSM -   | GBR -   | CZE -   | ITA -   | USA -   | FIM - |         | 27   | 18.º |